# Cecilienhof
Palača Cecilienhof (njemački: Schloss Cecilienhof) je palača u sjevernom djelu Novog parka (Neuer Garten) u Potsdamu, u blizini jezera Jungfernsee, koji je 1990. god. upisan na UNESCOv popis mjesta svjetske baštine u Europi kao jedan od zaštićenih spomenika Potsdama i Berlina.
Cecilienhof je posljendja palača koju je podigla pruska dinastija Hohenzollern. Podigao ga je njemački car Vilim II. za svog sina, prijestolonasljedniks Vilima i njegovu ženu vojvotkinju Ceciliju od Mecklenburg-Schwerina. Palaču je dizajnirao arhitekt Paul Schultze-Naumburg po uzoru na ladanjske kuće engleskih Tudora (točnije prema dvoru 'Bidston' (kasnije 'Hillbark') na poluotoku Wirral), a izgrađena je između 1914. I 1917. god. Unutrašnjost je uređena prema Paul Troost Paula Troosta, inače dizajnera brodskih interijera.
Ova građevina od opeke i drvenih okvira trebala je imati 6 dvorišta, i 55 izrezbarenih dimnjaka od opeke već 1915. god. No, izbijanjem Prvog svjetskog rata, gradnja je usporena i princ Vilim i princeza cecilija su se uselili u nju tek u kolovozu 1917. god. Već sljedeće godine princ Vilim je, zajedno s ocem, pobjegao u izgnanstvo, a princeza Cecilija je ostala živjeti u palači sve do dolaska Crvene armije u veljači 1945. god.
U palači je od 17. srpnja do 2. kolovoza 1945. god. održana Potsdamska konferencija, a njene prostorije su uvelike promijenjene kako bi odgovarale različitim ukusima sudionika konferencije. Winston Churchill, te kasnije Clement Attlee, Josif Staljin i Harry S. Truman su svoje sastanke održavali za okruglim stolom u Velikoj dvorani. Dana 26. srpnja 1945. god., Churchill i Truman su objavili tzv. Potsdamsku deklaraciju kojom su definirani uvjeti predaje Japana, dok je Truman iz dvorca već dao naredbu da se bace atomske bombe na Hirošimu i Nagasaki.
Danas je Cecilienhof muzej, ali i hotel koji je 30. svibnja 2007. god. bio mjesto održavanje samita ministara vanjskih poslova država G8.

## Vanjske poveznice
- Potsdam iz zraka - Schloss Cecilienhof  Arhivirana inačica izvorne stranice od 27. rujna 2007. (Wayback Machine)